# Autodrop
Autodrop is een Nederlands snoep- en dropmerk geproduceerd door de in Irnsum gevestigde firma Concorp.
De eerste Autodrop kwam in 1965 op de markt. De naam Autodrop is afkomstig van de afbeeldingen van diverse automodellen op de dropjes, zoals een Kever, Cadillac, T-Ford en een dubbeldeksbus. De dropjes waren verpakt in een rolletje en hadden de vorm van een autoband. In het rolletje waren de dropjes dan weer per stuk in een papiertje voorverpakt, waarop een wetenswaardigheid stond.
In 1987 verdwenen de rolletjes drop en werd de drop en snoep verpakt in zakjes. Tevens was dit het begin van de dropjes en snoepjes in de vorm van autootjes en andere verkeersgerelateerde onderwerpen. In 2002 verpakte Autodrop haar producten voor het eerst in doosjes.
De reclameleus van het merk, onder andere te horen in de Sterreclame, is "Altijd weer die Autodrop. Zo lekker, 't zou verboden moeten worden!".
In een oudere reclamespot, bij Veronica, werd een slingerende automobilist door de politie staande gehouden. "Ziet u, ik heb Autodrop, en dan lees ik wat er op de papiertjes staat." "Ach zo, meneer heeft Autodrop. Even mijn collega roepen. Wij zijn namelijk ook dol op Autodrop!"